# Vineuil (Loir-et-Cher)
Vineuil – miejscowość i gmina we Francji, w Regionie Centralnym, w departamencie Loir-et-Cher.
Według danych na rok 1990 gminę zamieszkiwały 6253 osoby, a gęstość zaludnienia wynosiła 280 osób/km² (wśród 1842 gmin Regionu Centralnego Vineuil plasuje się na 52. miejscu pod względem liczby ludności, natomiast pod względem powierzchni na miejscu 583.).